# Rafael Jácome de Andrade

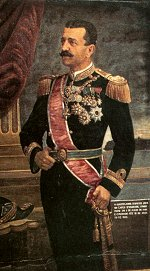
Rafael Jácome de Andrade

Rafael Jácome Lopes de Andrade (* 1. Oktober 1851 in Lissabon, Portugal; † 25. Juli 1900 in Santa Maria e São Miguel, Kreis Sintra) war ein portugiesischer Marineoffizier und Kolonialverwalter.

## Familie
Andrade war der Sohn von Rafael José Lopes de Andrade und verheiratet mit Josefa Sanchez y Lorda. Er hatte einen Sohn: Manuel Lopes de Andrade.

## Werdegang
Im Alter von 20 Jahren trat Andrade der Marine bei, wo er später das Kanonenboot Rio Lima auf einer Fahrt von Macau nach Timor kommandierte.

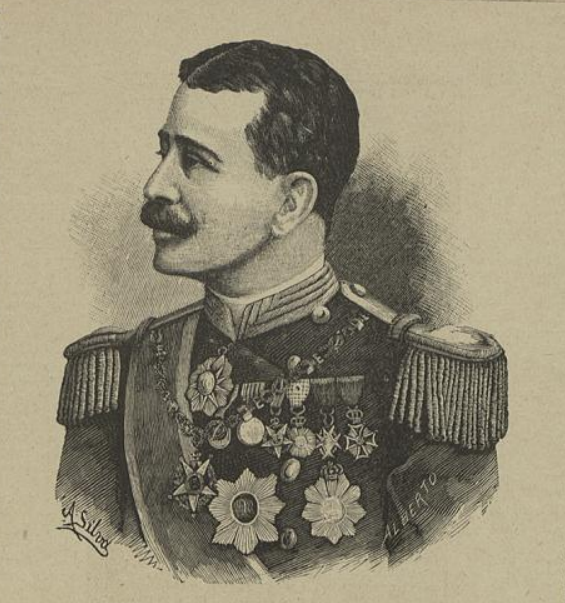
Rafael Jácome de Andrade (1900)

Von 1888 bis 1889 war Andrade Gouverneur der Kolonie Portugiesisch-Timor. In dieser Zeit führte er den Ausbau der Hauptstadt Dili weiter, verband die Vororte mit Straßen, sorgte für ein Wasserleitungsnetz und errichtete den neuen Leuchtturm am Hafen.
1888 führte Andrade einen Feldzug gegen die Reiche Faturó und Sarau im Nordosten von Timor, um sie endgültig zu unterwerfen. Im Verlauf des Feldzuges wurden 70 Dörfer niedergebrannt, eine große Zahl von Büffeln geraubt und viele Menschen entweder gefangen genommen oder sie wurden Opfer der Kopfjagd.
1891 wurde Andrade Generalgouverneur von Portugiesisch-Ostafrika (Mosambik) und behielt das Amt bis 1893 inne. Schließlich bekleidete er zweimal das Amt des Gouverneurs von Portugiesisch-Indien. Von 1893 bis 1894 und von 1895 bis 1896.

## Auszeichnungen
- Offizier des Ritterordens von Avis
- Kommandeur des Turm- und Schwertordens
- Kommandeur des Ordens unserer lieben Frau von Vila Viçosa[1]